# Салуда (Северна Каролина)
Салуда (енгл. Saluda) град је у америчкој савезној држави Северна Каролина.

## Демографија
По попису из 2010. године број становника је 713, што је 138 (24,0%) становника више него 2000. године.
| Група             | 2000.       | 2010.       |
| Белци             | 539 (93,7%) | 671 (94,1%) |
| Афроамериканци    | 11 (1,9%)   | 19 (2,7%)   |
| Азијати           | 1 (0,2%)    | 2 (0,3%)    |
| Хиспаноамериканци | 22 (3,8%)   | 14 (2,0%)   |
| Укупно            | 575         | 713         |